# 周璟瑜
周璟瑜（1988年11月1日—），畢業於國立中正大學政治系，擔任過高雄市政府發言人。

## 學歷
- 高雄市鳳山區中山國民小學（2001年畢業）
- 高雄市立青年國民中學（2004年畢業）
- 國立鳳新高級中學（2007年畢業）
- 國立中正大學政治系（2011年畢業）

## 經歷
- 三立新聞台記者
- 台視新聞記者、主播
- 高雄市政府發言人

## 新聞採訪經歷
- 2012 雪山隧道火燒車事故
- 2012 天秤颱風～攝影記者涉水救老翁 換成周璟瑜操作攝影機 拍攝全程 再與SNG合作連線最新情況
- 2013 八里雙屍案
- 2013 洪仲丘事件 白衫軍運動
- 2014 太陽花學運
- 2014 鄭捷隨機殺人案
- 2014 高雄氣爆
- 2014 台北夜店殺警案
- 2015 復興航空南港空難
- 2015 大寮監獄事件
- 2015 八仙塵爆
- 2019 香港反送中

## 外部連結
- 周璟瑜的Instagram帳戶